# Общая газета

Первая страница первого выпуска

«О́бщая газе́та» — общественно-политическое издание, издававшееся в России в 1991—2002 годах; после 1993 года — еженедельная газета на 16 полосах.

## История

### Начало
Издание газеты с этим названием первоначально было приурочено к попыткам Государственного комитета по чрезвычайному положению (ГКЧП) закрыть свободные газеты, и было нерегулярным: во время событий 18—21 августа 1991 года, журналисты нескольких московских газет и журналов, не имея возможности печататься легально, но объявившие действия членов ГКЧП антиконституционными, объединились с целью издания газеты, остававшейся верной конституционному строю СССР.
Возглавил газету известный журналист, главный редактор еженедельника «Московские новости», Егор Владимирович Яковлев. Первый выпуск «Общей газеты», впервые вышедший 22 августа 1991 года, верстался в редакции газеты «КоммерсантЪ», которую возглавлял сын Егора Яковлева — Владимир: одна из статей «Общей газеты» многим запомнилась своим сатиричным, школы газеты «КоммерсантЪ», названием «Кошмар, на улице Язов».
После поражения ГКЧП издание газеты было временно прекращено до 1993 года. Егор Яковлев объявил о выпуске первого номера возобновлённого издания «Общей газеты» 23 апреля 1993 года в Центральном доме журналистов. С августа 1997 года газета стала выходить в цветном варианте.

### Кредо
Впоследствии Егор Яковлев решил использовать это название для своей газеты, уже еженедельной, которая специализировалась на освещении политических, экономических, социальных и культурных аспектов жизни как страны в целом, так и регионов в частности. На страницах издания постоянно выходили эксклюзивные журналистские расследования и интервью с интересными для читателя людьми, проходившие в «Гостиной ОГ». В разное время в ней в качестве интервьюируемых персон были Юрий Лужков, Григорий Явлинский, Евгений Примаков, Борис Немцов, Галина Волчек, Пётр Фоменко, Юрий Скуратов, Михаил Горбачёв, Владимир Гусинский, Игорь Малашенко, Фазиль Искандер, Евгений Киселёв и другие известные деятели культуры, политики и медиа. Общий тираж издания (по данным официального сайта) — 181 142 экземпляра, включая региональный тираж  в 127 000 экземпляров.
Газета придерживалась либеральной политической ориентации, близкой к партии «Яблоко», призывала к прекращению Первой чеченской войны, публиковала нелицеприятные статьи о видных российских государственных деятелях тех лет и власти в целом. Несколько раз под тем же названием, но в другом формате, выходили в свет тематические специальные выпуски, посвящённые разного рода актуальным событиям: гибели корреспондента «Московского комсомольца» Дмитрия Холодова в октябре 1994 года, исчезновению в Чечне при таинственных обстоятельствах корреспондента радио «Свобода» Андрея Бабицкого в феврале 2000 года, первым обыскам в офисах «Медиа-Моста» в мае 2000 года, захвату «Газпромом» телекомпании НТВ в апреле 2001 года. Их подготовкой занимался коллектив «Общей газеты» при участии журналистского сообщества (в частности, Союза журналистов).
В газете публиковалась программа передач теле- и радиоканалов на неделю.

### Письмо Борису Ельцину
Редакторы из нескольких российских СМИ, в числе которых был и главный редактор «Общей газеты» Егор Владимирович Яковлев, написали 2 августа 1999 года открытое письмо Борису Николаевичу Ельцину с жалобой на высокопоставленных государственных чиновников, которые оказывают давление на российские СМИ накануне начала избирательной кампании. Редакторы требовали от Ельцина встречи для обсуждения этой ситуации, чтобы спасти независимость российской журналистики, поскольку журналисты посчитали, что свобода слова в России находится под угрозой исчезновения, и поэтому Ельцин, как президент России и гарант конституционных прав граждан, должен вмешаться в эту несправедливую ситуацию: 

…Накануне начала избирательной кампании высокопоставленные государственные чиновники пытаются оказать давление на СМИ и журналистов, используя своё влияние и даже имя президента России. По нашему убеждению, такое развитие событий грозит реальным ограничением свободы слова в России. Мы уверены, что в нынешних обстоятельствах свобода слова — одна из важнейших демократических свобод, гарантированных Основным законом Российской Федерации, — может быть в достаточной мере защищена только при непосредственном вмешательстве президента России как гаранта конституционных прав граждан.

### Скандалы
В 2001 году газета была названа в числе 13 популярных изданий, которые якобы принимают денежное вознаграждение за публикацию заказных статей (то есть практикуют т. н. «джинсу́»). Поводом послужила заметка об открытии некоего магазина, которую означенные издания напечатали с подачи Агентства Promaco.

### Закрытие газеты и старт альтернативного проекта
В последние два года существования газета испытывала значительные финансовые затруднения, и Егор Яковлев летом 2002 года её продал. Егор Яковлев сказал о продаже газеты следующее: 

…Наступил момент, когда 3 месяца люди не получают заработную плату. Люди — удивительные, потому что по глазам их читаешь, что у них денег нет, а они не говорят об этом ни слова. Но, понимаете, пользоваться этим и продолжать дальше я не считал себя правым, поэтому основную часть денег, которые я получил, я отдал на заработную плату коллективу, на причитавшееся им — то, что, так сказать, было на мне.
Газету купил предприниматель Вячеслав Лейбман, который немедленно прекратил издание (последний номер вышел 30 мая 2002 года) и уволил журналистов. С августа 2002 года Лейбман начал в помещении «ОГ» выпуск принципиально иного по концепции еженедельника «Консерватор», существовавшего до весны 2003 года (последний выпуск был № 18 [34] от 30 мая 2003 года). Консультантом владельца был Олег Митволь, а редактировал газету накануне закрытия Дмитрий Быков, который до этого выступил на страницах издания «Новый взгляд» с резкой критикой проекта:
Полную пустоту продемонстрировала газета «Консерватор»… Можно было ожидать, что на месте скучной «Общей газеты», выражавшей позицию вконец запутавшихся (а то и изолгавшихся) шестидесятников-прогрессистов, возникнет культовое-модное-стильное, лощёно-аналитическое издание… но кто же мог предположить, что издание получится ещё скучней, чем «Общая», и ещё более общее — в смысле мест?… «Консерватор» очень толст — 24 полосы максимального газетного формата; отсюда ощущение страшной словесной избыточности, заболтанности, вязкой словесной паутины, когда человек готов бесконечно демонстрировать свою готовность плести узоры вокруг копеечной мысли.

## Награды
В 2001 году издание получило премию имени Герда Буцериуса «Свободная пресса Восточной Европы».